# ادیت کوهن
ادیت کوهن (به انگلیسی: Edith Cohen) (زاده ۲۱ مه ۱۹۶۶) دانشمند رایانه اسرائیلی و آمریکایی متخصص در داده کاوی و الگوریتم‌های داده‌های بزرگ است. او همچنین به دلیل تحقیقاتش در مورد شبکه‌های همتا به همتا شناخته شده است. او برای گوگل در مانتین ویو، کالیفرنیا  و به عنوان استاد مدعو در دانشگاه تل آویو در اسرائیل کار می‌کند.

## تحصیلات
کوهن اصالتا اهل تل آویو است، جایی که پدرش یک بانکدار بود. او مدرک کارشناسی را در سال ۱۹۸۵ و مدرک کارشناسی ارشد را در سال ۱۹۸۶ از دانشگاه تل آویو دریافت کرد. پایان‌نامه کارشناسی ارشد او تحت نظارت مایکل تارسی  تنظیم شد. او برای تحصیل در مقطع دکترا به دانشگاه استنفورد نقل مکان کرد و دکترای خود را در سال ۱۹۹۱ با پایان‌نامه‌ای در مورد الگوریتم‌های ترکیبی برای مسائل بهینه‌سازی تحت نظارت اندرو وی گلدبرگ به عنوان مشاور راهنما و نمرود مگیدو به عنوان مربی غیر رسمی به پایان رساند.

## تحقیقات
کوهن از سال ۱۹۸۷ تا ۱۹۹۱ محقق دانشجویی در ای‌بی‌ام تحقیق - آلمادن و از سال ۱۹۹۱ تا ۲۰۱۲ در آزمایشگاه‌های بل و آزمایشگاه‌های جانشین آن در ای‌تی‌اندتی بود. در سال ۲۰۱۲، او استاد مدعو در دانشگاه تل آویو شد و شروع به کار برای تحقیقات مایکروسافت، به عنوان کارآموز به مدت یک سال و سپس به عنوان محقق اصلی کرد. او از سال ۲۰۱۵ با گوگل در ارتباط است.

## جوایز و افتخارات
کوهن در سال ۲۰۰۷ با دیوید اپلگیت برای کارشان در مسیریابی شبکه قوی، برنده جایزه ویلیام آر. بنت از مؤسسه مهندسان برق و الکترونیک شد. او در سال ۲۰۱۷ به دلیل مشارکت در طراحی الگوریتم‌های کارآمد برای شبکه و داده های بزرگ، به عنوان عضو بورسیه انجمن ماشین‌های نرم‌افزاری انتخاب شد.